# Gelgit
Gelgit — дебютний студійний альбом турецької співачки Айлін Аслим, який був виданий у 2000 році. 

## Про альбом
До альбому Gelgit увійшли найперші пісні Айлін Аслим. Запис диску було почато 1997-го й того ж року закінчено. Оскільки альбом мав незвичне звучання, компанії звукозапису не мали наміру його видавати. Як наслідок, альбом видано лише у 2000 році. «Gelgit» став першим альбомом у Туреччині у стилі електро-поп . До нього увійшли дуже ніжні, м'які та наївні пісні.
У 2006 році альбом перевидала студія звукозапису Pasaj Müzik.

## Перелік композицій
- Senin Gibi
- Dalgalar
- Zor Günler (Umudum Var)
- Yıldızlar Var
- Keşke
- 4 Gün 4 Gece
- Birgün
- Küçük Sevgilim
- Aynı
- Senin Gibi (Aylin Gibi)
- 4 Gün 4 Gece (Remix) (пісня увійшла до перевиданого у 2006 році альбому)
- Senin Gibi (Remix) (пісня увійшла до перевиданого у 2006 році альбому)

## Кліпи
| Назва                   | Відеоряд                                      |
| ----------------------- | --------------------------------------------- |
| Senin Gibi              | [Архівовано 6 лютого 2016 у Wayback Machine.] |
| Zor Günler (Umudum Var) | [Архівовано 26 липня 2011 у Wayback Machine.] |
| 4 Gün 4 Gece            | [Архівовано 1 грудня 2011 у Wayback Machine.] |

## Учасники запису
- Айлін Аслим (Aylin Aslım) — вокал, тексти, музика
- Erce Kaşlıoğlu — музика (Keşke, Küçük sevgilim, Aynı), гітара, аранжування
- Martin Spencer — ударні
- Melik Yirmibir — бас гітара
- Umut Gökçen — гітара, аранжування
- Ümit Kuzer — продюсер, аранжування
- Atilla Şen — супервізор
- Martin 'Cru' Spencer — запис, мікс
- Kevin Metcalfe — мастеринг